# Campionato Primavera 2012-2013
Il Campionato Primavera TIM - Trofeo "Giacinto Facchetti" 2012-2013 è stata la 51ª edizione del Campionato Primavera.
Il detentore del trofeo era l'Inter.
La prima fase a gironi è iniziata il 25 agosto 2012 ed è terminata il 20 aprile 2013.
I play-off si sono giocati il 27 aprile e il 4 maggio, mentre la fase finale per l'assegnazione del titolo si è disputata tra il 1º e il 9 giugno.
La Lazio si è laureata campione d'Italia per la 5ª volta nella sua storia battendo in finale l'Atalanta per 3-0.

## Regolamento
Il Campionato Primavera si articola in tre fasi: gironi eliminatori, play-off di qualificazione alla fase finale, fase finale.
Le squadre sono suddivise in tre gironi di quattordici squadre. Le prime e le seconde classificate di ogni girone, per un totale di sei squadre, accedono direttamente alla fase finale. Le terze, le quarte e le due migliori quinte classificate si affrontano in due turni play-off a eliminazione diretta per determinare le altre due squadre ammesse alla fase finale. La fase finale è suddivisa in tre turni in gara unica: quarti di finale, semifinali, finale. Le vincenti delle semifinali si contendono il titolo.

## Fase a gironi

### Girone A

#### Allenatori
| Squadra    | Allenatore                                           |              | Squadra                                    | Allenatore                                                            |
| ---------- | ---------------------------------------------------- | ------------ | ------------------------------------------ | --------------------------------------------------------------------- |
| Cagliari   | Diego López (1ª-5ª) Vittorio Pusceddu (6ª-26ª)       |              | Novara                                     | Giacomo Gattuso (1ª-8ª) Aldo Monza (9ª-11ª) Giacomo Gattuso (12ª-26ª) |
| Empoli     | Martino Melis                                        | Parma        | Fausto Pizzi                               |                                                                       |
| Fiorentina | Leonardo Semplici                                    | Pro Vercelli | Cristiano Scazzola                         |                                                                       |
| Genoa      | Luca Chiappino                                       | Sampdoria    | Felice Tufano                              |                                                                       |
| Grosseto   | Andrea Chiappini (1ª-18ª) Luciano Luzzetti (19ª-26ª) | Siena        | Michele Mignani                            |                                                                       |
| Juventus   | Marco Baroni                                         | Spezia       | Pietro Fusco (1ª-13ª) Davide Cei (14ª-26ª) |                                                                       |
| Livorno    | Simone Venturi                                       | Torino       | Moreno Longo                               |                                                                       |

#### Classifica
| Pos. | Squadra      | Pt | G  | V  | N | P  | GF | GS | DR  |
| ---- | ------------ | -- | -- | -- | - | -- | -- | -- | --- |
| 1.   | Juventus     | 61 | 26 | 19 | 4 | 3  | 49 | 19 | +30 |
| 2.   | Fiorentina   | 56 | 26 | 18 | 2 | 6  | 59 | 25 | +34 |
| 3.   | Torino       | 53 | 26 | 15 | 8 | 3  | 40 | 19 | +21 |
| 4.   | Genoa        | 46 | 26 | 13 | 7 | 6  | 41 | 31 | +10 |
| 5.   | Empoli       | 41 | 26 | 12 | 5 | 9  | 41 | 37 | +4  |
| 6.   | Parma        | 36 | 26 | 11 | 3 | 12 | 37 | 39 | -2  |
| 7.   | Spezia       | 35 | 26 | 10 | 5 | 11 | 27 | 38 | -11 |
| 8.   | Novara       | 31 | 26 | 9  | 4 | 13 | 35 | 42 | -7  |
| 9.   | Siena        | 30 | 26 | 8  | 6 | 12 | 30 | 35 | -5  |
| 10.  | Pro Vercelli | 30 | 26 | 9  | 3 | 14 | 26 | 40 | -14 |
| 11.  | Sampdoria    | 28 | 26 | 7  | 7 | 12 | 33 | 32 | +1  |
| 12.  | Cagliari     | 26 | 26 | 7  | 5 | 14 | 33 | 42 | -9  |
| 13.  | Livorno      | 25 | 26 | 6  | 7 | 13 | 36 | 53 | -17 |
| 14.  | Grosseto     | 13 | 26 | 3  | 4 | 19 | 25 | 60 | -35 |

Legenda:

      Ammesse alla fase finale.
      Ammesse ai play-off.
Note:

Tre punti a vittoria, uno a pareggio, zero a sconfitta.

#### Risultati
| andata       | 1ª giornata             | ritorno      |
| 25 ago. 2012 |                         | 12 gen. 2013 |
| 3-2          | Fiorentina - Parma      | 1-2          |
| 2-4          | Grosseto - Genoa        | 1-3          |
| 3-0          | Juventus - Pro Vercelli | 1-0          |
| 2-3          | Livorno - Cagliari      | 3-1          |
| 1-3          | Novara - Spezia         | 1-0          |
| 1-1          | Sampdoria - Torino      | 1-2          |
| 0-1          | Siena - Empoli          | 0-3          |

| andata       | 4ª giornata           | ritorno     |
| 22 set. 2012 |                       | 2 feb. 2013 |
| 1-1          | Cagliari - Fiorentina | 1-1         |
| 4-3          | Empoli - Novara       | 2-1         |
| 1-0          | Genoa - Sampdoria     | 0-4         |
| 0-0          | Grosseto - Juventus   | 1-3         |
| 2-0          | Pro Vercelli - Parma  | 2-0         |
| 1-1          | Siena - Livorno       | 2-2         |
| 5-1          | Torino - Spezia       | 2-0         |

| andata       | 7ª giornata             | ritorno     |
| 20 ott. 2012 |                         | 2 mar. 2013 |
| 5-0          | Fiorentina - Grosseto   | 4-1         |
| 2-2          | Genoa - Juventus        | 2-1         |
| 2-1          | Novara - Sampdoria      | 0-0         |
| 1-2          | Parma - Empoli          | 1-0         |
| 1-0          | Pro Vercelli - Cagliari | 1-3         |
| 1-0          | Spezia - Livorno        | 1-1         |
| 1-1          | Torino - Siena          | 2-0         |

| andata       | 10ª giornata          | ritorno     |
| 10 nov. 2012 |                       | 3 apr. 2013 |
| 1-1          | Empoli - Cagliari     | 1-1         |
| 3-1          | Livorno - Parma       | 3-5         |
| 1-2          | Novara - Fiorentina   | 1-2         |
| 2-1          | Sampdoria - Grosseto  | 1-2         |
| 0-1          | Siena - Juventus      | 0-2         |
| 1-1          | Spezia - Genoa        | 1-1         |
| 3-2          | Torino - Pro Vercelli | 0-0         |

| andata       | 13ª giornata         | ritorno      |
| 1º dic. 2012 |                      | 20 apr. 2013 |
| 0-1          | Cagliari - Torino    | 1-3          |
| 0-1          | Fiorentina - Spezia  | 1-2          |
| 3-1          | Genoa - Empoli       | 3-1          |
| 3-2          | Grosseto - Livorno   | 2-2          |
| 1-0          | Juventus - Sampdoria | 1-1          |
| 1-1          | Parma - Novara       | 2-0          |
| 1-1          | Pro Vercelli - Siena | 1-3          |

| andata       | 2ª giornata           | ritorno      |
| 1º set. 2012 |                       | 19 gen. 2013 |
| 1-2          | Cagliari - Grosseto   | 1-1          |
| 2-1          | Empoli - Sampdoria    | 0-0          |
| 2-0          | Genoa - Fiorentina    | 0-2          |
| 0-1          | Parma - Siena         | 1-2          |
| 1-4          | Pro Vercelli - Novara | 3-0          |
| 0-1          | Spezia - Juventus     | 1-2          |
| 3-0          | Torino - Livorno      | 1-0          |

| andata       | 5ª giornata           | ritorno     |
| 29 set. 2012 |                       | 9 feb. 2013 |
| 3-0          | Fiorentina - Juventus | 0-2         |
| 2-0          | Genoa - Pro Vercelli  | 1-0         |
| 0-0          | Livorno - Sampdoria   | 3-1         |
| 2-0          | Novara - Siena        | 2-1         |
| 5-4          | Parma - Cagliari      | 2-1         |
| 0-3          | Spezia - Empoli       | 1-1         |
| 1-1          | Torino - Grosseto     | 2-0         |

| andata       | 8ª giornata            | ritorno     |
| 27 ott. 2012 |                        | 9 mar. 2013 |
| 2-4          | Empoli - Fiorentina    | 1-2         |
| 1-0          | Juventus - Torino      | 1-1         |
| 1-2          | Livorno - Pro Vercelli | 1-0         |
| 2-1          | Novara - Cagliari      | 0-1         |
| 0-1          | Grosseto - Parma       | 0-5         |
| 1-2          | Sampdoria - Spezia     | 3-2         |
| 1-1          | Siena - Genoa          | 0-0         |

| andata       | 11ª giornata             | ritorno     |
| 17 nov. 2012 |                          | 6 apr. 2013 |
| 1-3          | Cagliari - Spezia        | 0-2         |
| 0-2          | Grosseto - Empoli        | 0-2         |
| 3-0          | Fiorentina - Siena       | 3-2         |
| 2-2          | Genoa - Livorno          | 2-3         |
| 2-0          | Juventus - Novara        | 2-1         |
| 1-0          | Parma - Torino           | 1-2         |
| 0-0          | Pro Vercelli - Sampdoria | 0-4         |

| andata      | 3ª giornata               | ritorno      |
| 8 set. 2012 |                           | 26 gen. 2013 |
| 2-0         | Fiorentina - Pro Vercelli | 5-0          |
| 0-5         | Juventus - Cagliari       | 1-0          |
| 3-2         | Livorno - Empoli          | 0-2          |
| 0-0         | Novara - Torino           | 0-2          |
| 1-2         | Parma - Genoa             | 1-0          |
| 1-0         | Sampdoria - Siena         | 3-1          |
| 1-0         | Spezia - Grosseto         | 2-1          |

| andata       | 6ª giornata             | ritorno      |
| 13 ott. 2012 |                         | 23 feb. 2013 |
| 1-0          | Cagliari - Genoa        | 0-1          |
| 0-1          | Empoli - Torino         | 2-2          |
| 2-0          | Juventus - Parma        | 5-1          |
| 1-2          | Livorno - Novara        | 1-1          |
| 0-1          | Grosseto - Pro Vercelli | 0-2          |
| 1-2          | Sampdoria - Fiorentina  | 1-4          |
| 2-0          | Siena - Spezia          | 4-0          |

| andata      | 9ª giornata           | ritorno      |
| 3 nov. 2012 |                       | 16 mar. 2013 |
| 2-1         | Cagliari - Siena      | 0-2          |
| 2-1         | Fiorentina - Livorno  | 5-0          |
| 1-2         | Genoa - Torino        | 2-2          |
| 4-0         | Juventus - Empoli     | 3-0          |
| 3-5         | Grosseto - Novara     | 2-3          |
| 1-1         | Parma - Sampdoria     | 1-0          |
| 4-0         | Pro Vercelli - Spezia | 1-0          |

| andata       | 12ª giornata          | ritorno      |
| 24 nov. 2012 |                       | 13 apr. 2013 |
| 2-1          | Empoli - Pro Vercelli | 4-1          |
| 1-2          | Livorno - Juventus    | 0-6          |
| 1-2          | Novara - Genoa        | 1-3          |
| 4-1          | Sampdoria - Cagliari  | 1-2          |
| 3-2          | Siena - Grosseto      | 2-0          |
| 1-0          | Spezia - Parma        | 1-1          |
| 1-0          | Torino - Fiorentina   | 0-2          |

### Girone B

#### Allenatori
| Squadra    | Allenatore                                                                   |          | Squadra                                              | Allenatore    |
| ---------- | ---------------------------------------------------------------------------- | -------- | ---------------------------------------------------- | ------------- |
| Atalanta   | Valter Bonacina                                                              |          | Milan                                                | Aldo Dolcetti |
| Bologna    | Francesco Baldini                                                            | Modena   | Massimo Storgato                                     |               |
| Brescia    | Ivan Javorčić                                                                | Padova   | Cesare Maestroni                                     |               |
| Cesena     | Fernando José de Argila Irurita                                              | Sassuolo | Paolo Mandelli                                       |               |
| Chievo     | Paolo Nicolato (1ª-5ª) Lorenzo D'Anna (6ª-26ª, qualificazioni e fase finale) | Udinese  | Luca Mattiussi                                       |               |
| Cittadella | Andrea Pagan                                                                 | Varese   | Stefano Bettinelli                                   |               |
| Inter      | Daniele Bernazzani                                                           | Verona   | Roberto Lorenzini (1ª-15ª) Massimo Pavanel (16ª-26ª) |               |

#### Classifica
| Pos. | Squadra    | Pt | G  | V  | N | P  | GF | GS | DR  |
| ---- | ---------- | -- | -- | -- | - | -- | -- | -- | --- |
| 1.   | Atalanta   | 59 | 26 | 18 | 5 | 3  | 56 | 20 | +36 |
| 2.   | Milan      | 58 | 26 | 19 | 1 | 6  | 63 | 38 | +25 |
| 3.   | Inter      | 57 | 26 | 17 | 6 | 3  | 46 | 23 | +23 |
| 4.   | Chievo     | 49 | 26 | 14 | 7 | 5  | 56 | 23 | +33 |
| 5.   | Cesena     | 42 | 26 | 12 | 6 | 8  | 36 | 26 | +10 |
| 6.   | Varese     | 42 | 26 | 13 | 3 | 10 | 31 | 28 | +3  |
| 7.   | Bologna    | 39 | 26 | 11 | 6 | 9  | 50 | 40 | +10 |
| 8.   | Padova     | 29 | 26 | 8  | 5 | 13 | 33 | 41 | -8  |
| 9.   | Brescia    | 28 | 26 | 7  | 7 | 12 | 24 | 35 | -11 |
| 10.  | Udinese    | 25 | 26 | 7  | 4 | 15 | 36 | 51 | -15 |
| 11.  | Sassuolo   | 25 | 26 | 7  | 4 | 15 | 40 | 57 | -17 |
| 12.  | Cittadella | 20 | 26 | 6  | 2 | 18 | 27 | 60 | -33 |
| 13.  | Modena     | 19 | 26 | 4  | 7 | 15 | 22 | 59 | -37 |
| 14.  | Verona     | 18 | 26 | 3  | 9 | 14 | 20 | 39 | -19 |

Legenda:

      Ammesse alla fase finale.
      Ammesse ai play-off.
Note:

Tre punti a vittoria, uno a pareggio, zero a sconfitta.
- Cesena seconda migliore quinta.

#### Risultati
| andata       | 1ª giornata            | ritorno      |
| 25 ago. 2012 |                        | 12 gen. 2013 |
| 2-2          | Bologna - Brescia      | 1-1          |
| 2-0          | Cesena - Milan         | 1-2          |
| 1-3          | Cittadella - Sassuolo  | 3-1          |
| 1-0          | Hellas Verona - Varese | 0-0          |
| 3-2          | Inter - Atalanta       | 0-2          |
| 0-3          | Modena - Chievo        | 1-7          |
| 1-1          | Padova - Udinese       | 2-3          |

| andata       | 4ª giornata             | ritorno     |
| 22 set. 2012 |                         | 2 feb. 2013 |
| 3-0          | Atalanta - Modena       | 2-2         |
| 2-0          | Brescia - Padova        | 0-2         |
| 2-3          | Cesena - Cittadella     | 2-1         |
| 0-3          | Chievo - Bologna        | 1-1         |
| 3-2          | Milan - Varese          | 3-1         |
| 1-3          | Sassuolo - Inter        | 3-4         |
| 2-1          | Udinese - Hellas Verona | 2-2         |

| andata       | 7ª giornata           | ritorno     |
| 20 ott. 2012 |                       | 2 mar. 2013 |
| 2-1          | Bologna - Cittadella  | 2-2         |
| 0-2          | Brescia - Chievo      | 0-5         |
| 1-1          | Hellas Verona - Inter | 2-2         |
| 2-0          | Milan - Padova        | 1-4         |
| 0-2          | Sassuolo - Atalanta   | 1-3         |
| 1-0          | Udinese - Cesena      | 1-3         |
| 2-1          | Varese - Modena       | 3-1         |

| andata       | 10ª giornata           | ritorno     |
| 10 nov. 2012 |                        | 3 apr. 2013 |
| 3-0          | Atalanta - Varese      | 2-0         |
| 3-0          | Cesena - Chievo        | 0-0         |
| 2-4          | Cittadella - Milan     | 1-3         |
| 1-1          | Hellas Verona - Padova | 3-0         |
| 0-0          | Inter - Modena         | 5-0         |
| 0-3          | Sassuolo - Brescia     | 0-0         |
| 1-4          | Udinese - Bologna      | 5-3         |

| andata       | 13ª giornata           | ritorno      |
| 1º dic. 2012 |                        | 20 apr. 2013 |
| 1-3          | Bologna - Inter        | 0-1          |
| 1-2          | Brescia - Atalanta     | 2-0          |
| 2-0          | Chievo - Udinese       | 2-0          |
| 6-1          | Milan - Sassuolo       | 4-0          |
| 1-0          | Modena - Hellas Verona | 1-1          |
| 1-2          | Padova - Cittadella    | 2-1          |
| 1-0          | Varese - Cesena        | 0-1          |

| andata       | 2ª giornata           | ritorno      |
| 1º set. 2012 |                       | 19 gen. 2013 |
| 2-1          | Atalanta - Cesena     | 1-1          |
| 0-1          | Brescia - Modena      | 1-1          |
| 0-1          | Chievo - Inter        | 2-2          |
| 3-2          | Milan - Hellas Verona | 3-0          |
| 0-3          | Sassuolo - Padova     | 1-2          |
| 0-2          | Udinese - Cittadella  | 3-0          |
| 2-1          | Varese - Bologna      | 2-1          |

| andata       | 5ª giornata            | ritorno     |
| 29 set. 2012 |                        | 9 feb. 2013 |
| 1-3          | Bologna - Atalanta     | 1-3         |
| 2-0          | Cittadella - Modena    | 0-1         |
| 0-2          | Hellas Verona - Chievo | 1-1         |
| 4-0          | Milan - Brescia        | 3-2         |
| 0-0          | Padova - Cesena        | 1-2         |
| 4-1          | Sassuolo - Udinese     | 1-1         |
| 0-1          | Varese - Inter         | 0-1         |

| andata       | 8ª giornata                | ritorno     |
| 27 ott. 2012 |                            | 9 mar. 2013 |
| 2-1          | Atalanta - Udinese         | 4-1         |
| 2-1          | Cesena - Sassuolo          | 1-3         |
| 2-0          | Chievo - Varese            | 1-2         |
| 3-2          | Cittadella - Hellas Verona | 0-2         |
| 0-0          | Inter - Brescia            | 1-0         |
| 1-5          | Modena - Milan             | 0-4         |
| 0-2          | Padova - Bologna           | 0-1         |

| andata       | 11ª giornata            | ritorno     |
| 17 nov. 2012 |                         | 6 apr. 2013 |
| 2-0          | Bologna - Hellas Verona | 2-2         |
| 1-2          | Brescia - Cesena        | 0-0         |
| 5-0          | Chievo - Cittadella     | 2-2         |
| 1-1          | Milan - Inter           | 1-0         |
| 2-2          | Modena - Sassuolo       | 0-0         |
| 1-2          | Padova - Atalanta       | 1-1         |
| 2-1          | Varese - Udinese        | 2-0         |

| andata      | 3ª giornata              | ritorno      |
| 8 set. 2012 |                          | 26 gen. 2013 |
| 3-0         | Bologna - Milan          | 5-2          |
| 0-3         | Cittadella - Atalanta    | 0-7          |
| 0-3         | Hellas Verona - Sassuolo | 0-3          |
| 1-0         | Inter - Cesena           | 1-3          |
| 1-0         | Modena - Udinese         | 1-5          |
| 1-4         | Padova - Chievo          | 0-4          |
| 2-0         | Varese - Brescia         | 2-0          |

| andata       | 6ª giornata            | ritorno      |
| 13 ott. 2012 |                        | 23 feb. 2013 |
| 3-0          | Atalanta - Milan       | 1-2          |
| 2-2          | Brescia - Udinese      | 0-2          |
| 3-1          | Cesena - Hellas Verona | 0-0          |
| 4-3          | Chievo - Sassuolo      | 1-0          |
| 2-0          | Inter - Cittadella     | 4-0          |
| 1-2          | Modena - Bologna       | 1-1          |
| 0-0          | Padova - Varese        | 1-2          |

| andata      | 9ª giornata              | ritorno      |
| 3 nov. 2012 |                          | 16 mar. 2013 |
| 2-3         | Bologna - Cesena         | 2-1          |
| 1-0         | Brescia - Cittadella     | 2-0          |
| 0-1         | Hellas Verona - Atalanta | 0-1          |
| 1-5         | Milan - Chievo           | 1-0          |
| 3-4         | Modena - Padova          | 1-2          |
| 0-2         | Udinese - Inter          | 2-3          |
| 2-3         | Varese - Sassuolo        | 0-0          |

| andata       | 12ª giornata            | ritorno      |
| 24 nov. 2012 |                         | 13 apr. 2013 |
| 0-0          | Atalanta - Chievo       | 1-1          |
| 1-1          | Cesena - Modena         | 2-0          |
| 0-1          | Cittadella - Varese     | 1-3          |
| 1-2          | Hellas Verona - Brescia | 0-0          |
| 1-0          | Inter - Padova          | 3-2          |
| 3-3          | Sassuolo - Bologna      | 1-4          |
| 0-1          | Udinese - Milan         | 1-4          |

### Girone C

#### Allenatori
| Squadra     | Allenatore                            |                 | Squadra                                                | Allenatore                                                            |
| ----------- | ------------------------------------- | --------------- | ------------------------------------------------------ | --------------------------------------------------------------------- |
| Ascoli      | Giuliano Castoldi & Domenico Stallone |                 | Palermo                                                | Pietro Ruisi & Cesare Beggi (1ª-13ª) Pietro Ruisi (14ª-26ª e playoff) |
| Bari        | Federico Giampaolo                    | Pescara         | Cristian Bucchi (1ª-20ª) Antonio Di Battista (21ª-26ª) |                                                                       |
| Catania     | Giovanni Pulvirenti                   | Reggina         | Roberto Cevoli                                         |                                                                       |
| Crotone     | Luigi Vrenna                          | Roma            | Alberto De Rossi                                       |                                                                       |
| Juve Stabia | Mario Turi                            | Ternana         | Alberto Favilla                                        |                                                                       |
| Lazio       | Alberto Bollini                       | Vicenza         | Massimo Beghetto                                       |                                                                       |
| Napoli      | Giampaolo Saurini                     | Virtus Lanciano | Giuseppe Donatelli (1ª-3ª) Pasquale Logarzo (4ª-26ª)   |                                                                       |

#### Classifica
| Pos. | Squadra         | Pt | G  | V  | N | P  | GF | GS | DR  |
| ---- | --------------- | -- | -- | -- | - | -- | -- | -- | --- |
| 1.   | Lazio           | 59 | 26 | 17 | 8 | 1  | 64 | 22 | +42 |
| 2.   | Catania         | 59 | 26 | 17 | 8 | 1  | 51 | 21 | +30 |
| 3.   | Palermo         | 57 | 26 | 17 | 6 | 3  | 63 | 27 | +36 |
| 4.   | Napoli          | 49 | 26 | 14 | 7 | 5  | 51 | 27 | +24 |
| 5.   | Roma            | 46 | 26 | 13 | 7 | 6  | 46 | 21 | +25 |
| 6.   | Ascoli          | 36 | 26 | 11 | 3 | 12 | 37 | 45 | -8  |
| 7.   | Reggina         | 35 | 26 | 9  | 8 | 9  | 43 | 39 | +4  |
| 8.   | Vicenza         | 32 | 26 | 8  | 8 | 10 | 29 | 37 | -8  |
| 9.   | Juve Stabia     | 31 | 26 | 8  | 7 | 11 | 43 | 47 | -6  |
| 10.  | Pescara         | 29 | 26 | 8  | 5 | 13 | 39 | 46 | -7  |
| 11.  | Bari            | 28 | 26 | 7  | 7 | 12 | 28 | 51 | -23 |
| 12.  | Crotone         | 23 | 26 | 6  | 5 | 15 | 35 | 70 | -35 |
| 13.  | Ternana         | 10 | 26 | 2  | 4 | 20 | 23 | 59 | -36 |
| 14.  | Virtus Lanciano | 8  | 26 | 1  | 5 | 20 | 19 | 60 | -41 |

Legenda:

      Ammesse alla fase finale.
      Ammesse ai play-off.
Note:

Tre punti a vittoria, uno a pareggio, zero a sconfitta.
- Roma prima migliore quinta.

#### Risultati
| andata       | 1ª giornata               | ritorno      |
| 25 ago. 2012 |                           | 12 gen. 2013 |
| 1-1          | Catania - Juve Stabia     | 4-2          |
| 3-0          | Lazio - Pescara           | 3-0          |
| 3-0          | Napoli - Roma             | 0-0          |
| 4-0          | Reggina - Bari            | 3-1          |
| 3-0          | Ternana - Ascoli          | 1-6          |
| 3-5          | Virtus Lanciano - Crotone | 0-1          |
| 0-1          | Vicenza - Palermo         | 2-4          |

| andata       | 4ª giornata            | ritorno     |
| 22 set. 2012 |                        | 2 feb. 2013 |
| 3-2          | Ascoli - Crotone       | 1-2         |
| 2-2          | Bari - Virtus Lanciano | 2-0         |
| 1-1          | Juve Stabia - Lazio    | 1-5         |
| 3-1          | Palermo - Reggina      | 4-2         |
| 3-1          | Pescara - Napoli       | 2-2         |
| 2-2          | Roma - Vicenza         | 0-1         |
| 0-2          | Ternana - Catania      | 0-3         |

| andata       | 7ª giornata             | ritorno     |
| 20 ott. 2012 |                         | 2 mar. 2013 |
| 2-1          | Ascoli - Reggina        | 0-3         |
| 0-0          | Crotone - Vicenza       | 1-6         |
| 2-0          | Napoli - Catania        | 1-3         |
| 0-0          | Palermo - Juve Stabia   | 1-0         |
| 1-0          | Pescara - Ternana       | 5-0         |
| 4-0          | Roma - Bari             | 4-1         |
| 0-3          | Virtus Lanciano - Lazio | 1-6         |

| andata       | 10ª giornata             | ritorno     |
| 10 nov. 2012 |                          | 3 apr. 2013 |
| 1-0          | Catania - Reggina        | 2-1         |
| 2-3          | Juve Stabia - Crotone    | 0-2         |
| 2-2          | Lazio - Roma             | 1-0         |
| 1-2          | Palermo - Ascoli         | 4-1         |
| 0-1          | Pescara - Bari           | 1-3         |
| 1-2          | Ternana - Vicenza        | 0-2         |
| 1-2          | Virtus Lanciano - Napoli | 0-0         |

| andata       | 13ª giornata              | ritorno      |
| 1º dic. 2012 |                           | 20 apr. 2013 |
| 1-0          | Ascoli - Pescara          | 2-1          |
| 2-3          | Bari - Lazio              | 0-3          |
| 1-2          | Crotone - Catania         | 1-5          |
| 1-0          | Napoli - Ternana          | 1-1          |
| 4-3          | Reggina - Juve Stabia     | 1-1          |
| 1-1          | Roma - Palermo            | 1-2          |
| 0-0          | Vicenza - Virtus Lanciano | 1-0          |

| andata       | 2ª giornata               | ritorno      |
| 1º set. 2012 |                           | 19 gen. 2013 |
| 0-0          | Ascoli - Vicenza          | 3-1          |
| 1-1          | Bari - Catania            | 0-3          |
| 1-2          | Crotone - Napoli          | 2-7          |
| 4-2          | Juve Stabia - Ternana     | 2-1          |
| 0-3          | Palermo - Lazio           | 1-1          |
| 3-0          | Pescara - Virtus Lanciano | 1-0          |
| 4-1          | Roma - Reggina            | 1-1          |

| andata       | 5ª giornata               | ritorno     |
| 29 set. 2012 |                           | 9 feb. 2013 |
| 2-2          | Catania - Lazio           | 1-1         |
| 3-2          | Crotone - Ternana         | 1-1         |
| 5-1          | Napoli - Bari             | 1-0         |
| 2-4          | Pescara - Juve Stabia     | 1-4         |
| 1-2          | Reggina - Vicenza         | 0-1         |
| 3-1          | Roma - Ascoli             | 2-0         |
| 1-5          | Virtus Lanciano - Palermo | 0-1         |

| andata       | 8ª giornata               | ritorno     |
| 27 ott. 2012 |                           | 9 mar. 2013 |
| 1-2          | Bari - Ascoli             | 0-1         |
| 2-1          | Catania - Pescara         | 2-2         |
| 0-0          | Juve Stabia - Roma        | 0-2         |
| 3-0          | Lazio - Crotone           | 3-2         |
| 3-1          | Reggina - Virtus Lanciano | 2-2         |
| 1-2          | Ternana - Palermo         | 1-3         |
| 1-4          | Vicenza - Napoli          | 1-4         |

| andata       | 11ª giornata             | ritorno     |
| 17 nov. 2012 |                          | 6 apr. 2013 |
| 0-0          | Reggina - Lazio          | 1-4         |
| 0-0          | Vicenza - Catania        | 1-2         |
| 2-2          | Ascoli - Virtus Lanciano | 0-0         |
| 1-0          | Bari - Ternana           | 1-0         |
| 1-6          | Crotone - Palermo        | 0-5         |
| 3-0          | Napoli - Juve Stabia     | 1-0         |
| 3-0          | Roma - Pescara           | 0-1         |

| andata      | 3ª giornata                   | ritorno      |
| 8 set. 2012 |                               | 26 gen. 2013 |
| 2-1         | Reggina - Pescara             | 2-1          |
| 0-2         | Vicenza - Bari                | 2-2          |
| 0-2         | Crotone - Roma                | 1-3          |
| 0-0         | Catania - Palermo             | 3-2          |
| 5-1         | Lazio - Ternana               | 2-2          |
| 3-2         | Napoli - Ascoli               | 3-1          |
| 2-3         | Virtus Lanciano - Juve Stabia | 2-4          |

| andata       | 6ª giornata               | ritorno      |
| 13 ott. 2012 |                           | 23 feb. 2013 |
| 1-1          | Bari - Palermo            | 0-5          |
| 3-1          | Reggina - Crotone         | 0-0          |
| 1-2          | Ternana - Virtus Lanciano | 3-1          |
| 0-0          | Vicenza - Pescara         | 0-0          |
| 2-2          | Juve Stabia - Ascoli      | 2-0          |
| 1-1          | Lazio - Napoli            | 1-0          |
| 1-0          | Catania - Roma            | 2-2          |

| andata      | 9ª giornata               | ritorno      |
| 3 nov. 2012 |                           | 16 mar. 2013 |
| 0-2         | Virtus Lanciano - Catania | 0-2          |
| 2-2         | Napoli - Reggina          | 1-1          |
| 5-2         | Palermo - Pescara         | 2-2          |
| 2-0         | Ascoli - Lazio            | 0-1          |
| 1-1         | Crotone - Bari            | 1-1          |
| 3-0         | Roma - Ternana            | 1-0          |
| 1-0         | Vicenza - Juve Stabia     | 1-3          |

| andata       | 12ª giornata           | ritorno      |
| 24 nov. 2012 |                        | 13 apr. 2013 |
| 2-0          | Catania - Ascoli       | 4-0          |
| 4-0          | Lazio - Vicenza        | 3-2          |
| 6-3          | Pescara - Crotone      | 3-0          |
| 1-1          | Ternana - Reggina      | 0-3          |
| 2-1          | Palermo - Napoli       | 1-0          |
| 0-1          | Virtus Lanciano - Roma | 0-4          |
| 1-1          | Juve Stabia - Bari     | 3-4          |

## Play-off
Le otto squadre che disputano i play-off sono accoppiate tra loro in un tabellone che prevede la disputa di sei gare a turno unico.
In ogni gara, le squadre meglio classificate nel girone eliminatorio hanno il diritto di disputare la partita in casa. Le due squadre vincenti le semifinali accedono alla fase finale.
Come è spiegato nel regolamento la miglior terza sfiderà la seconda miglior quinta (incontro 1); la miglior quarta sfiderà la seconda miglior quarta (incontro 2); la seconda miglior terza sfiderà la miglior quinta (incontro 3); la peggior terza sfiderà la peggior quarta (incontro 4). Successivamente, la vincente dell'incontro 1 sfiderà la vincente dell'incontro 2, la vincente dell'incontro 3 sfiderà la vincente dell'incontro 4.

### Squadre partecipanti
- Palermo - (miglior 3^)
- Inter - (seconda miglior 3^)
- Torino - (peggior 3^)
- Chievo - (miglior 4^)
- Napoli - (seconda miglior 4^)
- Genoa - (peggior 4^)
- Roma - (miglior 5^)
- Cesena - (seconda miglior 5^)

### Quarti di finale play-off
- Gare a turno unico: 27 aprile 2013.

| Squadra 1 | Risultato   | Squadra 2 |
| --------- | ----------- | --------- |
| Palermo   | 3 - 2 (dts) | Cesena    |
| Chievo    | 4 - 2       | Napoli    |
| Inter     | 2 - 0       | Roma      |
| Torino    | 3 - 2       | Genoa     |

### Semifinali play-off
- Gare a turno unico: 4 maggio 2013.

| Squadra 1 | Risultato   | Squadra 2 |
| --------- | ----------- | --------- |
| Palermo   | 2 - 4 (dts) | Chievo    |
| Inter     | 0 - 1       | Torino    |

## Fase finale
Le Final Eight del campionato Primavera, a seguito della rinuncia di Forlì e Cesena, è stato organizzato dal Comune di Gubbio. Le gare si sono giocate allo Stadio Pietro Barbetti di Gubbio e allo Stadio Corrado Bernicchi di Città di Castello dal 1º al 9 giugno 2013.
Le otto società sono state concentrate nelle località prescelte ove si sono disputate tutte le gare della fase finale.
Le società vincitrici dei gironi eliminatori e la miglior seconda in assoluto sono considerate teste di serie e non possono incontrarsi tra loro nei quarti di finale.
Le società teste di serie e le altre quattro società finaliste sono accoppiate fra loro mediante sorteggio libero, formando un tabellone che determina anche gli accoppiamenti delle semifinali.
Le vincenti delle semifinali si contendono nella finale il titolo di Campione d'Italia Primavera TIM 2012/2013 "Trofeo Giacinto Facchetti".
In caso di parità al termine di ogni singola gara della fase finale, le squadre disputano due tempi supplementari della durata di 15' ciascuno.
Qualora, al termine del secondo tempo supplementare, il punteggio dell'incontro dovesse rimanere ancora in parità, si procede all'esecuzione dei calci di rigore.

### Squadre qualificate alla fase finale
Teste di serie
- Juventus - 1ª classificata girone A (miglior prima).
- Atalanta - 1ª classificata girone B (seconda miglior prima).
- Lazio - 1ª classificata girone C (terza miglior prima).
- Catania - 2ª classificata girone C (miglior seconda).

Non teste di serie
- Milan - 2ª classificata girone B (seconda miglior seconda).
- Fiorentina - 2ª classificata girone A (terza miglior seconda).
- Torino - tramite play-off.
- Chievo - tramite play-off.

### Tabellone
|  | Quarti di finale | Quarti di finale | Quarti di finale |          |          | Semifinali | Semifinali | Semifinali |  |  | Finale | Finale | Finale |  |
|  |                  |                  |                  |          |          |            |            |            |  |  |        |        |        |  |
|  | Lazio            | Lazio            | 1                |          |          |            |            |            |  |  |        |        |        |  |
|  | Lazio            | Lazio            | 1                |          |          |            |            |            |  |  |        |        |        |  |
|  | Torino           | Torino           | 0                |          |          |            |            |            |  |  |        |        |        |  |
|  | Torino           | Torino           | 0                |          | Lazio    | Lazio      | 3          |            |  |  |        |        |        |  |
|  |                  |                  |                  |          | Lazio    | Lazio      | 3          |            |  |  |        |        |        |  |
|  |                  |                  | Chievo           | Chievo   | 1        |            |            |            |  |  |        |        |        |  |
|  | Chievo (dts)     | Chievo (dts)     | Chievo           | Chievo   | 1        | 2          |            |            |  |  |        |        |        |  |
|  | Chievo (dts)     | Chievo (dts)     |                  |          |          |            |            |            |  |  |        |        |        |  |
|  | Juventus         | Juventus         | 1                |          |          |            |            |            |  |  |        |        |        |  |
|  | Juventus         | Juventus         | 1                |          | Lazio    | Lazio      | 3          |            |  |  |        |        |        |  |
|  |                  |                  |                  |          |          |            |            |            |  |  |        |        |        |  |
|  |                  |                  | Atalanta         | Atalanta | 0        |            |            |            |  |  |        |        |        |  |
|  | Atalanta         | Atalanta         | Atalanta         | Atalanta | 0        | 4          |            |            |  |  |        |        |        |  |
|  | Atalanta         | Atalanta         |                  |          |          |            |            |            |  |  |        |        |        |  |
|  | Fiorentina       | Fiorentina       | 1                |          |          |            |            |            |  |  |        |        |        |  |
|  | Fiorentina       | Fiorentina       | 1                |          | Atalanta | Atalanta   | 1          |            |  |  |        |        |        |  |
|  |                  |                  |                  |          | Atalanta | Atalanta   | 1          |            |  |  |        |        |        |  |
|  |                  |                  | Milan            | Milan    | 0        |            |            |            |  |  |        |        |        |  |
|  | Milan            | Milan            | Milan            | Milan    | 0        | 1          |            |            |  |  |        |        |        |  |
|  | Milan            | Milan            |                  |          |          |            |            |            |  |  |        |        |        |  |
|  | Catania          | Catania          | 0                |          |          |            |            |            |  |  |        |        |        |  |

### Dettaglio incontri

#### Quarti di finale
| Arbitro: | Marco Bellotti (Verona) |

|              |           |  |
| Lombardi 55’ | Marcatori |  |

| Arbitro: | Stefano Giovani (Grosseto) |

|                                |           |               |
| Cisotti 19’ (rig.) Ekuban 108’ | Marcatori | 22’ Magnússon |

| Arbitro: | Edoardo Paolini (Ascoli Piceno) |

|                                        |           |                  |
| Cais 18’ Varano 29’ Conti 39’ Nava 74’ | Marcatori | 77’ (rig.) Bangu |

| Arbitro: | Andrea Morreale (Roma) |

|               |           |  |
| Cristante 29’ | Marcatori |  |

#### Semifinali
| Arbitro: | Juan Luca Sacchi (Macerata) |

|                                       |           |                          |
| Antić 17’ Vilkaitis 59’ Cataldi 90+1’ | Marcatori | 90+10’ (rig.) Marchionni |

| Arbitro: | Manuele Verdenelli (Foligno) |

|          |           |  |
| Cais 40’ | Marcatori |  |

#### Finale
| Arbitro: | Saverio Pelagatti (Arezzo) |

|                              |           |  |
| Cataldi 7’, 60’ Tounkara 74’ | Marcatori |  |

### Rosa dei campioni d'Italia Primavera 2012-2013
Portieri: Thomas Strakosha, Tiziano Scarfagna
Difensori: Amir Bilali, Lorenzo Filippini, Emiliano Ilari, Antonio Quintero Luque, Lorenzo Pace, Gianluca Pollace, Riccardo Serpieri, Aurimas Vilkaitis
Centrocampisti: Claudio Andreoli, Miloš Antić, Danilo Cataldi, Luca Crecco, Alberto De Francesco, Gianmarco Falasca, Cristiano Lombardi
Attaccanti: Keita Baldé Diao, Mattia Fiore, Nico Paterni, Antonio Rozzi, Cătălin Țîră, Mamadou Tounkara, Francesco Vivacqua
Allenatore: Alberto Bollini
Preparatore Atletico: Giampiero Ascenzi